# Ceblepyris
A Ceblepyris a madarak osztályának verébalakúak (Passeriformes) rendjébe és a tüskésfarúfélék (Campephagidae) családjába tartozó nem. 
Egyes szervezetek ezeket a fajokat a Coracina nembe sorolják.

## Rendszerezésük
A nemet Georges Cuvier francia ornitológus írta le 1816-ban, az alábbi fajok tartoznak ide:
- Ceblepyris cinereus vagy Coracina cinerea
- Ceblepyris cucullatus vagy Coracina cucullata
- Ceblepyris graueri vagy Coracina graueri
- Ceblepyris pectoralis vagy Coracina pectoralis
- Ceblepyris caesius vagy Coracina caesia